# ミツバチ上科
ミツバチ上科（ミツバチじょうか、Apoidea）は、膜翅目ハチ亜目（細腰亜目）に属する上科のひとつ。別名ハナバチ上科。

## 分類
ミツバチ上科は、主に幼虫の餌として昆虫を利用するアナバチ類（wasp）と、植物から花粉や蜜を集め、幼虫に餌として与えるハナバチ（bee）と呼ばれるハチ類に区別される。すなわち、この上科には、アナバチ類（Spheciformes）(英語版)のセナガアナバチ科（Ampulicidae）、ギングチバチ科（Crabronidae）(英語版)、アナバチ科（Sphecidae）(英語版)、Heterogynaidae科の4科と、ムカシハナバチ科（Colletidae）(英語版)、Stenotritidae科(英語版)、ヒメハナバチ科（Andrenidae）(英語版)、コハナバチ科（Halictidae）(英語版)、ハキリバチ科（Megachilidae）、ケアシハナバチ科（Melittidae）、ミツバチ科（Apidae）のハナバチ類7科が分類されている。
なお、ハナバチ類はギングチバチ科のアリマキバチ亜科（Pemphredoninae）から生じたとされており、従ってギングチバチ科は側系統群と考えられている。

## 特徴
英語でいうwaspの仲間であるハチの多くはカリウドバチと呼ばれ、他の昆虫や蜘蛛を毒針で麻痺させ幼虫の餌として与える。こうしたハチでも成虫の食性は花蜜や花外蜜で、花を訪れる。こうしたハチ（具体的にはアナバチの仲間）の中から、幼虫の餌として、他の昆虫ではなく、花粉や蜜を食料源とするよう進化してきたのがハナバチである。
これらのハチは、もちろん花蜜を採取するために便利な口（吻）をもっている。これらのハチは、長い舌をもっているか、短い舌をもっているかで大きく２種類に分類される。短い舌をもつハチは、花の管が浅く、蜜が容易に採取できる進化上初期の被子植物の蜜を集めていたハチの子孫であり、長い舌のそれは、蜜が花の奥深くにあるような進化上後期に出現した被子植物からも蜜を採取する能力を備えたハチの子孫だと考えられている。この分類では、ミツバチは長い舌をもったハチに分類されている。